# Yelena Serova
Yelena Olegovna Serova (Vozdvizhenka [en], 22 de abril de 1976) é uma ex-cosmonauta e política russa. Em setembro de 2014, tornou-se a primeira russa a ir a espaço desde 1997 e a primeira a habitar a Estação Espacial Internacional. Ela serve como deputada no Duma Federal.

## Carreira
Nascida numa pequena vila russa perto de Ussuriysk, no extremo leste do país, ela viveu em Vozdvizhenka até os doze anos, indo então morar na Alemanha, acompanhando o pai, militar, que foi transferido para aquele país. Depois disso, voltou para Moscou e formou-se em engenharia mecânica pela Faculdade Aeroespacial do Instituto de Aviação de Moscou, em 2001, e continuou seus estudos na Academia Estatal de Moscou, formando-se em economia. Antes de ser admitida para treinamento no corpo de cosmonautas, trabalhou como engenheira na gigante compainha aeroespacial russa construtora de foguetes RKK Energiya e no Centro de Controle de Missão da Roskosmos.
Serova foi selecionada para o corpo de cosmonautas aos 30 anos, em 2006, quando trabalhava como engenheira de voo na RKK e completou o treinamento na Cidade das Estrelas, em 2009. No fim de 2011, o diretor da Agência Espacial Russa Vladimir Popovkin anunciou à imprensa que Serova seria a próxima russa a ir ao espaço, em missão na Estação Espacial Internacional como engenheira de voo. Com isso ela tornou-se a quarta mulher russa a realizar um voo espacial, após Valentina Tereshkova (1963), Svetlana Savitskaya (1982, 1984) e Yelena Kondakova (1994, 1997).
Serova foi lançada ao espaço a partir do Cosmódromo de Baikonur, em 25 de setembro de 2014, a bordo da nave espacial Soyuz TMA-14M, junto com o comandante Aleksandr Samokutyayev e o segundo engenheiro de voo, o norte-americano Barry Wilmore, em direção à ISS, integrando as tripulações das Expedições 41 e 42; onde passou cerca de seis meses realizando experiências médicas e biofísicas.
Seu retorno à Terra ocorreu em 12 de março de 2015, após passar 167 dias em órbita,  o que fez dela a cosmonauta russa que mais tempo permaneceu em órbita por ocasião de um único voo espacial (a também russa Yelena Kondakova completou 178 dias, mas este foi o tempo somado de duas missões espaciais).

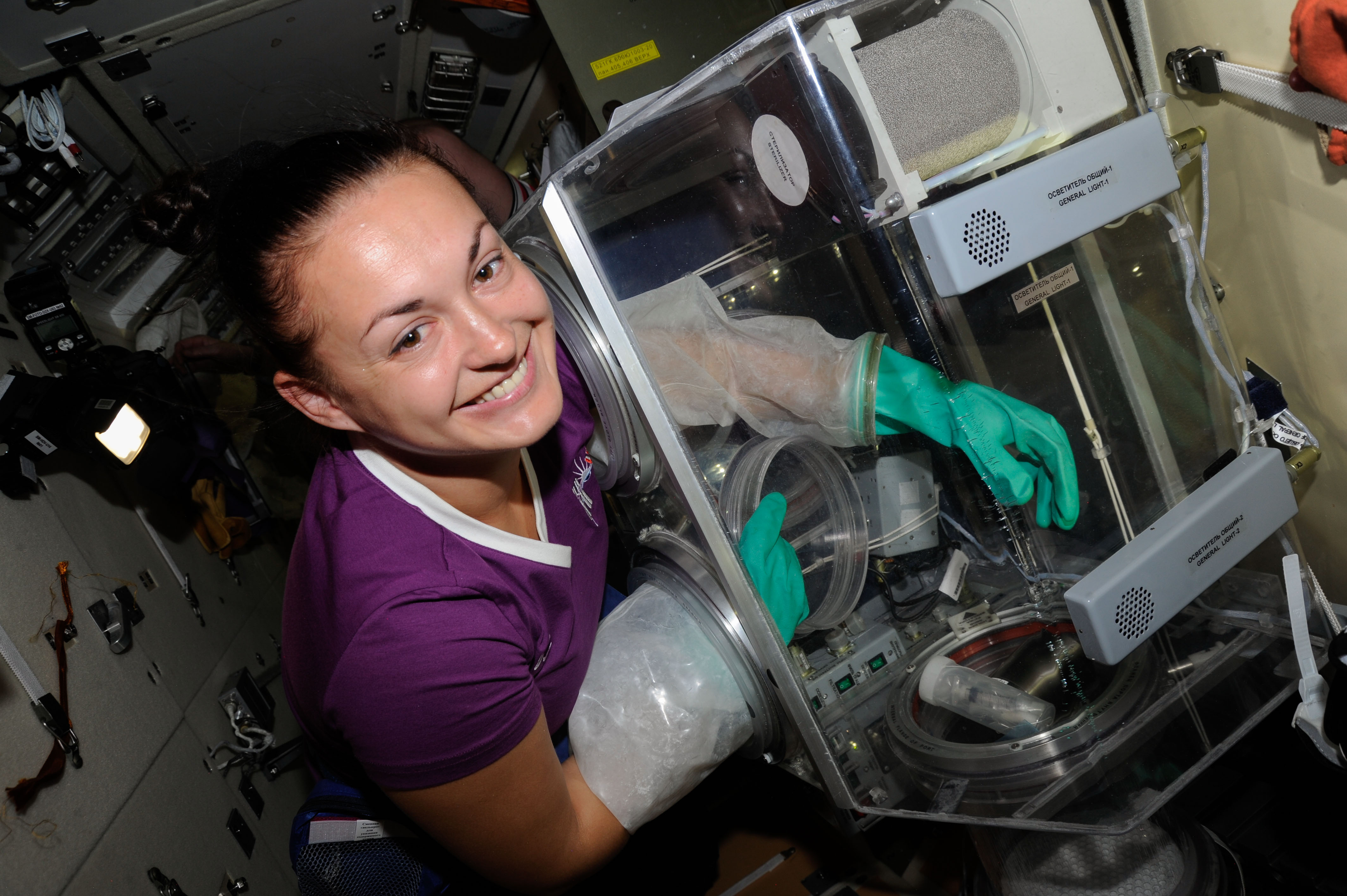
Serova trabalha, durante sua missão espacial, em um experimento com células, no interior da Estação Espacial Internacional.

## Vida pessoal
Serova é casada com o ex-cosmonauta Mark Serov, que foi selecionado para o corpo de astronautas da Roskosmos, em 2003, mas se retirou do programa antes de participar de qualquer voo espacial. O casal tem uma filha. Serova foi um dos cinco cosmonautas que hastearam a bandeira da Federação Russa na abertura dos Jogos Olímpicos de Inverno de Sochi 2014. Serova, posteriormente, se retirou do cargo de cosmonauta, em 23 de setembro de 2016, pois foi eleita para a Duma.</ref>